# Sarroch
Sarroch é uma comuna italiana da região da Sardenha, em cidade metropolitana de Cagliari, com cerca de 5.130 habitantes. Estende-se por uma área de 67 km², tendo uma densidade populacional de 77 hab/km². Faz fronteira com Assemini, Capoterra, Pula, Villa San Pietro.

## Demografia
| Variação demográfica do município entre 1861 e 2011                               |
|                                                                                   |
| Fonte: Istituto Nazionale di Statistica (ISTAT) - Elaboração gráfica da Wikipedia |